# موريس لومير
موريس لومير (بالفرنسية: Maurice Lemaire) هو سياسي فرنسي، ولد في 25 مايو 1895 في فرنسا، وتوفي في 20 يناير 1979 في باريس في فرنسا. حزبياً، نشط في التجمع من أجل الجمهورية واتحاد الديمقراطيين من أجل الجمهورية والاتحاد للجمهورية الحديثة وتجمع الشعب الفرنسي.

## مناصب
- انتخب نائب فرنسي عن دائرة Vosges's 2nd constituency [الإنجليزية]‏ خلال فترته النيابية  [لغات أخرى]‏ (2 أبريل 1973 – 2 أبريل 1978).
- انتخب نائب فرنسي عن دائرة Vosges's 2nd constituency [الإنجليزية]‏ خلال فترته النيابية  [لغات أخرى]‏ (11 يوليو 1968 – 1 أبريل 1973).
- انتخب نائب فرنسي عن دائرة Vosges's 2nd constituency [الإنجليزية]‏ خلال فترته النيابية  [لغات أخرى]‏ (3 أبريل 1967 – 30 مايو 1968).
- انتخب نائب فرنسي عن دائرة Vosges's 2nd constituency [الإنجليزية]‏ خلال فترته النيابية  [لغات أخرى]‏ (6 ديسمبر 1962 – 2 أبريل 1967).
- انتخب عضو المجلس العام  [لغات أخرى]‏.
- انتخب عضو مجلس جهوي.
- انتخب رئيس بلدية.
- انتخب نائب فرنسي عن دائرة Vosges's 2nd constituency [الإنجليزية]‏ خلال فترته النيابية  [لغات أخرى]‏ (9 ديسمبر 1958 – 9 أكتوبر 1962).

## روابط خارجية
- موريس لومير على موقع مونزينجر (الألمانية)